# فيرجيل دبليو. فوغل
فيرجيل دبليو. فوغل (بالإنجليزية: Virgil W. Vogel)‏ هو كاتب سيناريو ومونتير ومخرج أمريكي، ولد في 29 نوفمبر 1919 في بيوريا في الولايات المتحدة، وتوفي في 1996 في طرزانا، لوس أنجلوس في الولايات المتحدة.

## وصلات خارجية
- فيرجيل دبليو. فوغل على موقع IMDb (الإنجليزية)
- فيرجيل دبليو. فوغل على موقع ألو سيني (الفرنسية)
- فيرجيل دبليو. فوغل على موقع أول موفي (الإنجليزية)
- فيرجيل دبليو. فوغل على موقع قاعدة بيانات الأفلام السويدية (السويدية)
- فيرجيل دبليو. فوغل على موقع قاعدة بيانات الفيلم (الإنجليزية)
- فيرجيل دبليو. فوغل على موقع كينوبويسك (الروسية)